# Discographie des Red Hot Chili Peppers
 (février 2022).
Si vous disposez d'ouvrages ou d'articles de référence ou si vous connaissez des sites web de qualité traitant du thème abordé ici, merci de compléter l'article en donnant les références utiles à sa vérifiabilité et en les liant à la section « Notes et références ».
La discographie des Red Hot Chili Peppers, groupe de funk rock américain, se compose depuis sa formation en 1983 de 13 albums studio, de 4 albums live, de 12 compilations, de 5 maxis et d'une cinquantaine de singles.

## Albums

### Albums studio
| Années | Albums                      | Classements aux hits-parades de divers pays | Classements aux hits-parades de divers pays | Classements aux hits-parades de divers pays | Classements aux hits-parades de divers pays | Classements aux hits-parades de divers pays | Classements aux hits-parades de divers pays |
| Années | Albums                      | Drapeau de la France                        | Drapeau du Canada                           | Drapeau de la Belgique                      | Drapeau de la Suisse                        | Drapeau des États-Unis                      |                                             |
| ------ | --------------------------- | ------------------------------------------- | ------------------------------------------- | ------------------------------------------- | ------------------------------------------- | ------------------------------------------- | ------------------------------------------- |
| 1984   | The Red Hot Chili Peppers   | -                                           | -                                           | 6                                           |                                             |                                             |                                             |
| 1985   | Freaky Styley               | -                                           | 1                                           | -                                           | -                                           | -                                           |                                             |
| 1987   | The Uplift Mofo Party Plan  | -                                           | -                                           | 1                                           | -                                           | 14                                          |                                             |
| 1989   | Mother's Milk               | 12                                          | 8                                           | 5                                           | 1                                           | 1                                           |                                             |
| 1991   | Blood Sugar Sex Magik       | 22                                          | 1                                           | 2                                           | 6                                           | 3                                           |                                             |
| 1995   | One Hot Minute              | 3                                           | 6                                           | 5                                           | 2                                           | 4                                           |                                             |
| 1999   | Californication             | 2                                           | 4                                           | 2                                           | 3                                           | 3                                           |                                             |
| 2002   | By the Way                  | 2                                           | 1                                           | 2                                           | 1                                           | 2                                           |                                             |
| 2006   | Stadium Arcadium            | 1                                           | 1                                           | 1                                           | 1                                           | 1                                           |                                             |
| 2011   | I'm with You                | 2                                           | 2                                           | 2                                           | 1                                           | 2                                           |                                             |
| 2016   | The Getaway                 | 3                                           | 2                                           | 1                                           | 1                                           | 2                                           |                                             |
| 2021   | Unlimited Love              | 12                                          | 22                                          | 1                                           | 1                                           | 7                                           |                                             |
| 2023   | Return of the Dream Canteen | 2                                           | 3                                           | 3                                           | 3                                           | 1                                           |                                             |

### Albums live
- 1992 : Live Magik[2]
- 2003 : Live at Slane Castle
- 2004 : Live in Hyde Park
- 2015 : Cardiff, Wales: 6/23/04

### Compilations
- 1989 : Sock-Cess
- 1992 : What Hits!?
- 1994 : Live Rare Remix Box
- 1994 : The Plasma Shaft
- 1994 : Out in L.A.
- 1994 : The Best of the Red Hot Chili Peppers
- 1998 : Under the Covers
- 2002 : Melodic Flea-way
- 2003 : Greatest Hits
- 2006 : ITunes Originals
- 2009 : 10 Great Songs
- 2011 : Road Trippin' Through Time
- 2013 : I'm Beside You

### EPs
- 1988 : The Abbey Road E.P.
- 2012 : 2011 Live EP
- 2012 : Rock & Roll Hall of Fame Covers EP
- 2014 : 2012-13 Live EP
- 2016 : Live in Paris EP

## Singles
| Année | Chanson                             | Charts               | Charts            | Charts                 | Charts               | Charts                 | Album                                          |
| Année | Chanson                             | Drapeau de la France | Drapeau du Canada | Drapeau de la Belgique | Drapeau de la Suisse | Drapeau des États-Unis | Album                                          |
| ----- | ----------------------------------- | -------------------- | ----------------- | ---------------------- | -------------------- | ---------------------- | ---------------------------------------------- |
| 1984  | True Men Don't Kill Coyotes         | -                    | -                 | -                      | -                    | -                      | The Red Hot Chili Peppers                      |
| 1984  | Get Up and Jump                     | -                    | -                 | -                      | -                    | -                      | The Red Hot Chili Peppers                      |
| 1985  | Jungle Man                          | -                    | -                 | -                      | -                    | -                      | Freaky Styley                                  |
| 1985  | American Ghost Dance                | -                    | -                 | -                      | -                    | -                      | Freaky Styley                                  |
| 1985  | Catholic School Girls Rule          | -                    | -                 | -                      | -                    | -                      | Freaky Styley                                  |
| 1985  | Hollywood (Africa)                  | -                    | -                 | -                      | -                    | -                      | Freaky Styley                                  |
| 1987  | Fight Like a Brave                  | -                    | -                 | -                      | -                    | -                      | The Uplift Mofo Party Plan                     |
| 1987  | Me and My Friends                   | -                    | -                 | -                      | -                    | -                      | The Uplift Mofo Party Plan                     |
| 1989  | Behind the Sun                      | -                    | -                 | -                      | -                    | -                      | The Uplift Mofo Party Plan                     |
| 1989  | Knock Me Down                       | -                    | -                 | -                      | -                    | -                      | Mother's Milk                                  |
| 1989  | Higher Ground                       | -                    | -                 | -                      | -                    | -                      | Mother's Milk                                  |
| 1990  | Taste the Pain                      | -                    | -                 | -                      | -                    | -                      | Mother's Milk                                  |
| 1990  | Show Me Your Soul                   | -                    | -                 | -                      | -                    | -                      | B.O. du film Pretty Woman                      |
| 1991  | Give It Away                        | 49                   | -                 | -                      | -                    | 73                     | Blood Sugar Sex Magik                          |
| 1992  | Under the Bridge                    | -                    | -                 | -                      | -                    | 2                      | Blood Sugar Sex Magik                          |
| 1992  | Breaking the Girl                   | -                    | -                 | -                      | -                    | -                      | Blood Sugar Sex Magik                          |
| 1992  | Suck My Kiss                        | -                    | -                 | -                      | -                    | -                      | Blood Sugar Sex Magik                          |
| 1993  | If You Have to Ask                  | -                    | -                 | -                      | -                    | -                      | Blood Sugar Sex Magik                          |
| 1993  | Soul to Squeeze                     | -                    | -                 | -                      | 32                   | 22                     | B.O. du film Coneheads                         |
| 1995  | Warped                              | -                    | -                 | -                      | 33                   | -                      | One Hot Minute                                 |
| 1995  | My Friends                          | 40                   | -                 | -                      | -                    | -                      | One Hot Minute                                 |
| 1996  | Aeroplane                           | -                    | -                 | -                      | -                    | -                      | One Hot Minute                                 |
| 1996  | Coffee Shop                         | -                    | -                 | -                      | -                    | -                      | One Hot Minute                                 |
| 1996  | Walkabout                           | -                    | -                 | -                      | -                    | -                      | One Hot Minute                                 |
| 1996  | Shallow Be Thy Game (Australie)     | -                    | -                 | -                      | -                    | -                      | One Hot Minute                                 |
| 1997  | Love Rollercoaster                  | -                    | -                 | -                      | -                    | -                      | B.O. de Beavis et Butt-Head se font l'Amérique |
| 1999  | Scar Tissue                         | 66                   | -                 | -                      | -                    | 9                      | Californication                                |
| 1999  | Around the World                    | -                    | -                 | -                      | -                    | -                      | Californication                                |
| 2000  | Otherside                           | -                    | -                 | -                      | 65                   | 14                     | Californication                                |
| 2000  | Californication                     | -                    | -                 | 9                      | -                    | 69                     | Californication                                |
| 2000  | Road Trippin' (Europe)              | -                    | -                 | -                      | 91                   | -                      | Californication                                |
| 2000  | Parallel Universe (États-Unis)      | -                    | -                 | -                      | -                    | -                      | Californication                                |
| 2002  | By the Way                          | 29                   | -                 | 31                     | 8                    | 34                     | By the Way                                     |
| 2002  | The Zephyr Song                     | 90                   | -                 | -                      | 100                  | 49                     | By the Way                                     |
| 2003  | Can't Stop                          | 68                   | -                 | -                      | 39                   | 57                     | By the Way                                     |
| 2003  | Dosed (États-Unis)                  | -                    | -                 | -                      | -                    | -                      | By the Way                                     |
| 2003  | Universally Speaking (Europe)       | -                    | -                 | -                      | -                    | -                      | By the Way                                     |
| 2003  | Fortune Faded                       | -                    | -                 | 14                     | 59                   | -                      | Greatest Hits                                  |
| 2006  | Dani California                     | 57                   | 1                 | 1                      | 4                    | 6                      | Stadium Arcadium                               |
| 2006  | Tell Me Baby                        | -                    | 17                | 10                     | 43                   | 50                     | Stadium Arcadium                               |
| 2006  | Snow (Hey Oh)                       | -                    | 5                 | 39                     | 9                    | 22                     | Stadium Arcadium                               |
| 2007  | Hump de Bump                        | -                    | 63                | -                      | -                    | -                      | Stadium Arcadium                               |
| 2007  | Desecration Smile                   | -                    | -                 | -                      | -                    | -                      | Stadium Arcadium                               |
| 2011  | The Adventures of Rain Dance Maggie | -                    | 16                | 8                      | -                    | 38                     | I'm with You                                   |
| 2011  | Monarchy of Roses                   | -                    | 85                | 11                     | -                    | -                      | I'm with You                                   |
| 2012  | Did I Let You Know (Brésil)         | -                    | -                 | -                      | -                    | -                      | I'm with You                                   |
| 2012  | Look Around                         | -                    | -                 | 19                     | -                    | -                      | I'm with You                                   |
| 2012  | Brendan's Death Song                | -                    | -                 | 26                     | -                    | -                      | I'm with You                                   |
| 2016  | Dark Necessities                    | 45                   | 51                | 18                     | 39                   | 67                     | The Getaway                                    |
| 2016  | Go Robot                            | 123                  | -                 | -                      | -                    | -                      | The Getaway                                    |
| 2016  | Sick Love                           | -                    | -                 | -                      | -                    | -                      | The Getaway                                    |
| 2017  | Goodbye Angels                      | -                    | -                 | -                      | -                    | -                      | The Getaway                                    |
| 2021  | Black Summer                        | -                    | -                 | -                      | -                    | -                      | Unlimited Love                                 |

## Vidéographie
- 1988 : Red Hot Skate Rock
- 1990 : Positive Mental Octopus
- 1990 : Psychedelic Sexfunk Live from Heaven
- 1991 : Funky Monks
- 1992 : What Hits!?
- 2001 : Off the Map
- 2003 : Live at Slane Castle
- 2003 : Greatest Hits and Vidéos